# 天秤座κ
日（天秤座κ，κ Lib）是天秤座的一颗变星，视星等为+4.72，距离地球约308光年。